# DISNEY PRINCESS おとぎの国のプリンセス/夢を信じて
『DISNEY PRINCESS おとぎの国のプリンセス/夢を信じて』（ディズニープリンセス おとぎのくにのプリンセス/ゆめをしんじて、原題：Disney Princess Enchanted Tales: Follow Your Dreams）は、アメリカ合衆国のディズニートゥーン・スタジオ製作の短編アニメーション映画（オリジナルビデオ）であり、2007年9月4日にウォルト・ディズニー・スタジオ・ホーム・エンターテイメントから発売された。
日本では2007年9月19日にブエナ・ビスタ・ホーム・エンターテイメントから多く言語の音声と映像特典などを収録したDVD（規格品番：VWDS-5292）が発売された。告知ポスターなどのキャッチコピーは「いつかきっと、私もプリンセス。」。

## 概要
ディズニープリンセスDVDシリーズの第1弾で、「自分を信じてあきらめない心」をテーマにした作品。本作では、『眠れる森の美女』のオーロラ姫と『アラジン』のジャスミン王女を主役にした30分前後のエピソード2話ずつ収録。
最初に、このDVDシリーズの第1弾は『Disney Princess Enchanted Tales: A Kingdom of Kindness』というタイトルで、全く別のオーロラのエピソードと『美女と野獣』のベルのエピソードに収録予定。この映画の予告編は様々なディズニーのDVDで発表されているが、最後に発売されていない。また、DVDシリーズの第2弾の収録内容はムーランとシンデレラのエピソードがあり、当初は2008年発売予定だったが、本作第1弾の売り上げ不振により、発売されなかった。

## あらすじ
オーロラのお話「魔法より大切なもの」
ジャスミンのお話「ジャスミンの新しい仕事」

## キャスト
| 役名                   | 俳優                                          | 日本語吹き替え |
| ---------------------- | --------------------------------------------- | -------------- |
| ナレーター             | スザンヌ・ブレイクスリー                      | 久保田民絵     |
| 魔法より大切なもの     |                                               |                |
| オーロラ姫             | エリン・トーピー キャシデイ・ラーデン（歌唱） | すずきまゆみ   |
| ステファン王           | コーリー・バートン                            | 福沢良一       |
| リア王妃               | バーバラ・ディリックソン                      | 滝沢久美子     |
| 侯爵                   | ジェフ・ベネット                              | 根本泰彦       |
| フィリップ王子         | ロジャー・クレイグ・スミス                    | 古澤徹         |
| ヒューバート王         | ジェフ・ベネット                              | 富田耕生       |
| フローラ               | バーバラ・ディリックソン                      | 麻生美代子     |
| フォーナ               | ルシー・テイラー                              | 京田尚子       |
| メリーウェザー         | トレス・マクニール                            | 野沢雅子       |
| 農家                   | ジェフ・ベネット                              | -              |
| ジャスミンの新しい仕事 |                                               |                |
| ジャスミン             | リンダ・ラーキン レア・サロンガ（歌唱）       | 麻生かほ里     |
| 画家                   | ジェフ・ベネット                              | 小森創介       |
| イアーゴ               | ギルバート・ゴットフリード                    | 大川透         |
| サルタン               | ジェフ・ベネート                              | 後藤哲夫       |
| ハキム                 | ザック・シャダ                                | 千葉翔也       |
| シャルマ               | タラ・ストロング                              | 宮島依里       |
| アニーサ               | フロ・ディレ                                  | 宮寺智子       |
| アブー                 | フランク・ウェルカー                          | -              |
| ラジャー               | フランク・ウェルカー                          | -              |

- その他の日本語版吹き替え：梅津秀行／斎藤恵理／園崎未恵／岡田雄一／木村聡子／戎怜菜／大嶋捷稔

## 日本語版制作スタッフ
- 演出／音楽演出：松岡裕紀
- 翻訳／訳詞：いずみつかさ
- 録音／調整：上村利秋
- 録音制作：スタジオ・エコー
- 制作監修：船橋美里
- 日本語版製作：DISNEY CHARACTER VOICES INTERNATIONAL, INC.

## 挿入歌
- 新しい世界へ（Keys To The Kingdom） / 歌：オーロラ姫（すずきまゆみ）
- 本当の自分（Peacock Princess） / 歌：ジャスミン（麻生かほ里）、イアーゴ（大川透）
- あなたがいた場所へ（I've Got My Eyes On You） / 歌：ジャスミン（麻生かほ里）